# Réserve naturelle régionale orientée Bosco delle Pianelle
Le réserve naturelle régionale orientée Bosco delle Pianelle (en italien : Riserva naturale regionale orientata Bosco delle Pianelle) est un réserve naturelle orientée (RNO) créé dans les Pouilles en 1994. La zone est située dans la commune de Martina Franca dans la Province de Tarente.

## Territoire

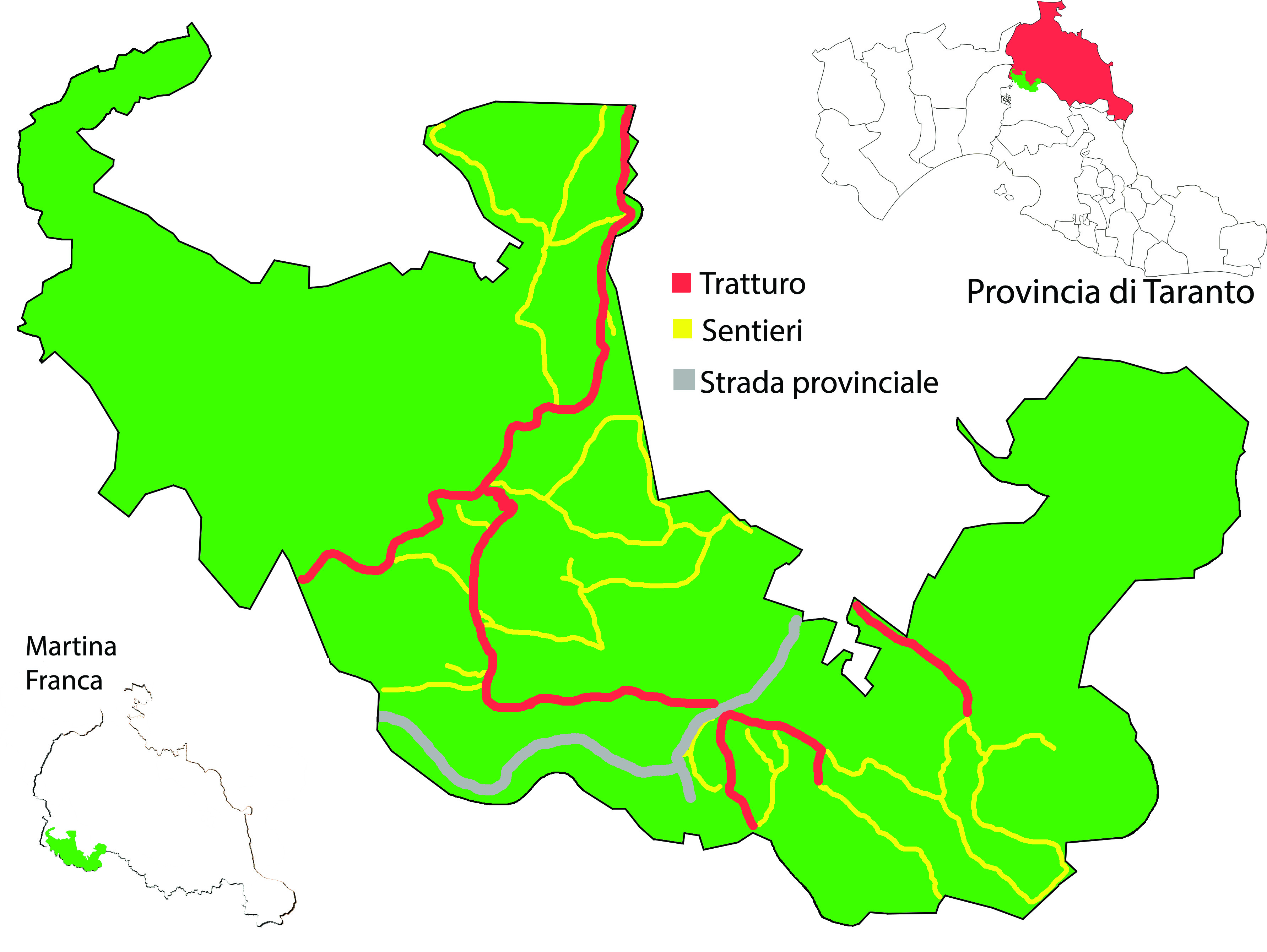
Carte de la forêt.

Cette forêt occupe une bonne partie de la marche des Murges jusqu'è Monte Fellone et Specchia Tarantina, au-delà du carrefour de Villa Castelli, Crispiano et Mottola. D'une altitude maximale de 460 m elle descend rapidement vers la plaine de Massafra, jusqu'au golfe de Tarente. Celle-ci offre de nombreux sentiers de randonnées, des grottes et des points de vue sur la région.
Au début du XXe siècle, de nombreux brigands s'y réfugièrent.

### Flore
Lieu riche en cavités karstiques, la population floristique est caractérisée, en altitude, par des forêts de chêne de Macédoine, de grand chêne vert et de chêne pubescent.
La partie basse de la forêt est également enrichie par la végétation des plantes rares comme la pivoine,le charme-houblon et le charme commun. Il existe différentes espèces d'orchidées sauvages, dont les plus répandues appartiennent au genre Orchis et peuvent être observées plus fréquemment au printemps.
Les autres espèces présentes sont : le fraxinus ornus, l'ulmus minor, le pistacia terebinthus, le pistacia lentiscus, ainsi que l'arbousier, l'aubépine et le poirier commun.